# محمد باشا الولي
محمد باشا الولي ‏ ( - يوليو 1716 ) سياسي عثماني شغل منصب والي مصر منذ 1711 حتى 1712.  تولى منصب قبطان باشا البحرية العثمانية (أدميرال).

## وفاته
أعدم بأمر من السلطان أحمد الثالث في يوليو 1716.

## أنظر أيضا
- قائمة قباطين البحر العثمانيين.